# Stabilimento Chrysler di Sterling Heights
Lo stabilimento Chrysler di Sterling Heights (Sterling Heights Assembly Plant) è una fabbrica che produce automobili a Sterling Heights in Michigan, attualmente gestita da FCA US LLC.

## Storia
Lo stabilimento fu costruito nel 1953 da Chrysler per produrre motori a reazione e successivamente fu gestito dall'esercito per costruire missili (Chrysler era l'appaltatore che costruiva i missili Redstone e Jupiter). Nel 1980 il sito produttivo venne acquisito da Volkswagen che lo convertì in uno stabilimento automobilistico, insieme allo stabilimento Chrysler di Westmoreland in Pennsylvania con l'obiettivo di produrre la Rabbit in Pennsylvania e la Jetta nel Michigan. Tuttavia dopo aver rinnovato l'impianto produttivo di Sterling Heights, la Volkswagen cambiò idea e costruì una fabbrica in Messico per produrre la Jetta mentre lo stabilimento venne venduto alla Chrysler nel 1983. Dopo l'ammodernamento dell'impianto nel 2006, la linea di assemblaggio ed i macchinari per la produzione della Stratus e della Sebring furono venduti alla OAO GAZ e spediti allo stabilimento di tale società a Nizhny Novgorod in Russia. GAZ continuò a produrre lo Stratus su licenza fino al 2010, commercializzandola come Volga Siber. Il 6 maggio 2009 fu annunciato che l'impianto di Sterling Heights sarebbe stato chiuso entro dicembre 2010 mentre l'impianto di stampaggio adiacente, sarebbe rimasto aperto. Tuttavia a seguito della decisione del consiglio di amministrazione di Chrysler di realizzare la nuova Chrysler 200, permise di dare nuova vita a l'impianto e lo salvò dalla chiusura. Quando la produzione della Chrysler 200 fu interrotta nel dicembre 2016, FCA annunciò che la struttura di Sterling Heights avrebbe ricevuto un investimento di 1,49 miliardi di dollari, per riorganizzare la linea di assemblaggio al fine costruire il pickup Ram 1500 di nuova generazione.

## Automobili prodotte

### Auto in produzione
| Foto | Marca | Modello | Inizio produzione |
| ---- | ----- | ------- | ----------------- |
|      | Ram   | 1500    | 2019              |

### Auto fuori produzione
| Foto | Marca    | Modello              | Inizio produzione | Fine produzione |
| ---- | -------- | -------------------- | ----------------- | --------------- |
|      | Chrysler | Chrysler LeBaron GTS | 1985              | 1989            |
|      | Dodge    | Lancer               | 1984              | 1989            |
|      | Dodge    | Shadow               | 1987              | 1994            |
|      | Plymouth | Sundance             | 1987              | 1994            |
|      | Dodge    | Daytona              | 1992              | 1993            |
|      | Chrysler | Cirrus               | 1995              | 2000            |
|      | Dodge    | Stratus              | 1995              | 2006            |
|      | Plymouth | Breeze               | 1996              | 2000            |
|      | Chrysler | Sebring              | 1996              | 2010            |
|      | Dodge    | Avenger              | 2008              | 2014            |
|      | Lancia   | Flavia               | 2011              | 2014            |
|      | Chrysler | 200                  | 2011              | 2017            |